# Verwaltungsgemeinschaft Unterwellenborn
In der Verwaltungsgemeinschaft Unterwellenborn im thüringischen Landkreis Saalfeld-Rudolstadt waren bis zum 31. Januar 2006 fünf Gemeinden zur Erledigung ihrer Verwaltungsgeschäfte zusammengeschlossen. Sitz war in Unterwellenborn.

## Die Gemeinden
- Birkigt
- Bucha
- Goßwitz
- Könitz
- Lausnitz b. Pößneck
- Unterwellenborn

## Geschichte
Die Verwaltungsgemeinschaft wurde am 30. September 1994 gegründet. Durch ein Gesetz vom 27. Januar 2006 wurde die Verwaltungsgemeinschaft aufgelöst und aus den fünf Gemeinden eine neue Einheitsgemeinde Unterwellenborn gebildet.